# Allmänna Idrottsklubben Fotboll 2018
Questa voce raccoglie le informazioni riguardanti l'Allmänna Idrottsklubben Fotboll, meglio conosciuto come AIK, nelle competizioni ufficiali della stagione 2018.

## Maglie e sponsor
Rispetto agli anni scorsi, cambiano sia lo sponsor tecnico che quello di maglia. Il materiale di questa stagione è prodotto da Nike, mentre sulle divise campeggia il logo di Notar, azienda immobiliare che già nel corso dell'anno precedente era stata sponsor nelle gare di Europa League.

Come di consueto, la prima divisa è nera con inserti gialli, pantaloncini bianchi e calzettoni gialloneri. La seconda divisa si rifà a quella indossata durante la stagione 1966: un completo bianco con due strisce orizzontali (una nera e una gialla) sul petto.
In precampionato, tuttavia, era stato utilizzato un completo totalmente nero. In Europa League, invece, la divisa era grigia con una striscia verticale al centro.
| Casa | Trasferta | Europa |

## Rosa
| N. |                         | Ruolo | Calciatore                   |
| -- | ----------------------- | ----- | ---------------------------- |
| 2  | Islanda (bandiera)      | D     | Haukur Hauksson              |
| 3  | Svezia (bandiera)       | D     | Per Karlsson (vice capitano) |
| 5  | Svezia (bandiera)       | D     | Jesper Nyholm                |
| 6  | Svezia (bandiera)       | D     | Alexander Milošević          |
| 7  | Svezia (bandiera)       | C     | Kristoffer Olsson            |
| 8  | Ghana (bandiera)        | C     | Enoch Kofi Adu               |
| 9  | Svezia (bandiera)       | D     | Rasmus Lindkvist             |
| 10 | Svezia (bandiera)       | A     | Denni Avdić                  |
| 11 | Svezia (bandiera)       | A     | Stefan Silva                 |
| 14 | RD del Congo (bandiera) | C     | Heradi Rashidi               |
| 15 | Svezia (bandiera)       | D     | Robert Lundström             |
| 16 | Svezia (bandiera)       | C     | Anton Salétros               |

| N. |                      | Ruolo | Calciatore              |
| -- | -------------------- | ----- | ----------------------- |
| 16 | Svezia (bandiera)    | C     | Sebastian Larsson       |
| 17 | Svezia (bandiera)    | A     | Nabil Bahoui            |
| 19 | Iraq (bandiera)      | C     | Ahmed Yasin             |
| 20 | Norvegia (bandiera)  | C     | Tarik Elyounoussi       |
| 21 | Svezia (bandiera)    | D     | Daniel Sundgren         |
| 22 | Argentina (bandiera) | A     | Nicolás Stefanelli      |
| 23 | Serbia (bandiera)    | P     | Budimir Janošević       |
| 24 | Svezia (bandiera)    | D     | Robin Jansson           |
| 25 | Svezia (bandiera)    | C     | Panajotis Dimitriadis   |
| 26 | Svezia (bandiera)    | D     | Joel Ekstrand           |
| 34 | Svezia (bandiera)    | P     | Oscar Linnér            |
| 36 | Eritrea (bandiera)   | A     | Henok Goitom (capitano) |

## Risultati

### Allsvenskan

#### Girone di andata
| Arbitro: | Andreas Ekberg |

|                              |           |  |
| Lundström 33’ Salétros 90+2’ | Marcatori |  |

| Arbitro: | Stefan Johannesson |

|                      |           |            |
| Rosenberg 43’ (rig.) | Marcatori | 12’ Goitom |

| Arbitro: | Jonas Eriksson |

|                               |           |  |
| Lindkvist 16’ Elyounoussi 46’ | Marcatori |  |

| Arbitro: | Andreas Ekberg |

|                |           |            |
| Lorentzson 29’ | Marcatori | 53’ Goitom |

| Arbitro: | Mohammed Al-Hakim |

|                      |           |  |
| Silva 20’ Olsson 50’ | Marcatori |  |

| Arbitro: | Kristoffer Karlsson |

|                       |           |  |
| Bahoui 21’ Bahoui 58’ | Marcatori |  |

| Arbitro: | Andreas Ekberg |

|                         |           |                                           |
| Gustafsson 16’ Ogbu 28’ | Marcatori | 7’ Salétros 64’ Stefanelli 81’ Stefanelli |

| Borås 6 maggio 2018, ore 17:30 7ª giornata | Elfsborg       | 0 – 0 referto | AIK | Borås Arena\| Arbitro: \| Kaspar Sjöberg \| |
| Arbitro:                                   | Kaspar Sjöberg |               |     |                                             |

| Arbitro: | Stefan Johannesson |

|            |           |             |
| Bahoui 21’ | Marcatori | 84’ Ghoddos |

| Arbitro: | Andreas Ekberg |

|  |           |                        |
|  | Marcatori | 80’ (rig.) Elyounoussi |

| Arbitro: | Glenn Nyberg |

|              |           |              |
| Paulinho 10’ | Marcatori | 56’ Salétros |

| Arbitro: | Martin Strömbergsson |

|                                    |           |                                                 |
| Olsson 28’ Yasin 38’ Lindkvist 79’ | Marcatori | 53’ Johansson 62’ Dagerstål 68’ Moberg Karlsson |

| Arbitro: | Mohammed Al-Hakim |

|            |           |                                                         |
| Hümmet 65’ | Marcatori | 57’ Elyounoussi 63’ Olsson 75’ Elyounoussi 90+6’ Goitom |

| Arbitro: | Patrik Eriksson |

|  |           |               |
|  | Marcatori | 90+4’ Rashidi |

| Arbitro: | Kristoffer Karlsson |

|                                                                                |           |             |
| Stefanelli 39’ Stefanelli 46’ Goitom 51’ (rig.) Stefanelli 56’ Elyounoussi 87’ | Marcatori | 18’ Nilsson |

| Arbitro: | Robert Daradic |

|                   |           |  |
| Goitom 49’ (rig.) | Marcatori |  |

#### Girone di ritorno
| Uppsala 16ª giornata | Sirius | – Anticipata al 2 maggio | AIK | Studenternas IP |

| Arbitro: | Martin Strömbergsson |

|            |           |  |
| Goitom 58’ | Marcatori |  |

| Arbitro: | Bojan Pandžić |

|  |           |                       |
|  | Marcatori | 45’ Goitom 56’ Goitom |

| Arbitro: | Kaspar Sjöberg |

|                        |           |  |
| Jansson 11’ Goitom 63’ | Marcatori |  |

| Arbitro: | Kristoffer Karlsson |

|                                        |           |  |
| Larsson 27’ Goitom 35’ Elyounoussi 45’ | Marcatori |  |

| Arbitro: | Andreas Ekberg |

|                     |           |  |
| Thern 54’ Thern 63’ | Marcatori |  |

| Arbitro: | Stefan Johannesson |

|            |           |  |
| Goitom 76’ | Marcatori |  |

| Arbitro: | Martin Strömbergsson |

|  |           |                            |
|  | Marcatori | 24’ Elyounoussi 89’ Goitom |

| Arbitro: | Johan Hamlin |

|  |           |                                                                 |
|  | Marcatori | 33’ Olsson 43’ (rig.) Sundgren 58’ (aut.) Ekblad 74’ Stefanelli |

| Arbitro: | Johan Krantz |

|            |           |             |
| Olsson 31’ | Marcatori | 90+3’ Rogić |

| Stoccolma 21 ottobre 2018, ore 15:00 26ª giornata | Djurgården         | 0 – 0 referto | AIK | Tele2 Arena\| Arbitro: \| Stefan Johannesson \| |
| Arbitro:                                          | Stefan Johannesson |               |     |                                                 |

| Arbitro: | Bojan Pandžić |

|               |           |                  |
| Larsson 90+6’ | Marcatori | 44’ Christiansen |

| Arbitro: | Martin Strömbergsson |

|                     |           |                                 |
| Karlsson 78’ (aut.) | Marcatori | 30’ Dimitriadis 34’ Elyounoussi |

| Solna 4 novembre 2018, ore 17:30 29ª giornata | AIK            | 0 – 0 referto | GIF Sundsvall | Friends Arena\| Arbitro: \| Andreas Ekberg \| |
| Arbitro:                                      | Andreas Ekberg |               |               |                                               |

| Arbitro: | Kristoffer Karlsson |

|  |           |             |
|  | Marcatori | 45’ Jansson |

### Svenska Cupen 2017-2018

#### Gruppo 2
| Arbitro: | Johan Krantz |

|                      |           |           |
| Goitom 13’ Yasin 52’ | Marcatori | 30’ Ercan |

| Arbitro: | Mohammed Al-Hakim |

|                    |           |                           |
| Selmani 45’ (rig.) | Marcatori | 9’ Elyounoussi 25’ Bahoui |

| Arbitro: | Jonas Eriksson |

|                                           |           |                    |
| Goitom 5’ (rig.) Olsson 68’ Lindkvist 88’ | Marcatori | 61’ (rig.) Silfwer |

#### Fase finale
| Arbitro: | Kristoffer Karlsson |

|                             |           |  |
| Elyounoussi 12’ Silva 90+1’ | Marcatori |  |

| Arbitro: | Andreas Ekberg |

|  |           |                         |
|  | Marcatori | 46’ Kadewere 67’ Mrabti |

### Svenska Cupen 2018-2019
| Arbitro: | Mohammed Al-Hakim |

|  |           |                           |
|  | Marcatori | 29’ Milošević 59’ Jansson |

### UEFA Europa League 2018-2019

#### Turni preliminari
| Arbitro: | Alexander Harkam |

|  |           |              |
|  | Marcatori | 74’ Sundgren |

| Arbitro: | Nicolas Laforge |

|                |           |          |
| Stefanelli 94’ | Marcatori | 19’ Carr |

| Arbitro: | Sébastien Delferière |

|              |           |  |
| Andersen 11’ | Marcatori |  |

| Arbitro: | Jérôme Brisard |

|  |           |                |
|  | Marcatori | 29’ Skov Olsen |